# قضاء المريغة
قضاء المريغة قضاء يقع في لواء قصبة معان، محافظة معان في الأردن. ينتمي القضاء للواء قصبة معان الذي يضم 5 أقضية. يقدر عدد سكانه بـ 14708 نسمة حسب إحصاء 2015.

## الوصلات الخارجية
- دائرة الاحصاءات العامة